# Cass Elliot
Ellen Naomi Cohen (Baltimore, Maryland, 19 de septiembre de 1941-Londres, 29 de julio de 1974), conocida como Cass Elliot, fue una cantante y actriz de doblaje estadounidense. También fue conocida como Mama Cass, pero ella supuestamente odiaba este nombre. Era miembro del cuarteto The Mamas & the Papas. Después de que la agrupación se disolviera, Elliot lanzó cinco álbumes en solitario. En 1998 fue incluida póstumamente en el Rock and Roll Hall of Fame por su trabajo con The Mamas & the Papas.

## Primeros años y carrera
Ellen Cohen nació en Baltimore, Maryland, hija de un matrimonio judío conformado por Philip y Bess Cohen. Creció en Baltimore y después su familia se trasladó a Alexandria, Virginia, un suburbio de Washington D. C. Adoptó el nombre "Cass" en el instituto, posiblemente, tal y como ha señalado Denny Doherty, tomándolo prestado de la actriz Peggy Cass. De todas formas era Cass, en ningún caso "Cassandra". Asumió el apellido Elliot más tarde, en memoria de un amigo que murió.
Empezó su carrera como actriz con un papel en la obra The Boy Friend (El Amigo) mientras aún estaba en el colegio. Después de dejar el instituto George Washington, poco antes de la graduación, se trasladó a Nueva York, donde apareció en la obra The Music Man, aunque acabó perdiendo el papel de Miss Marmelstein en I Can Get It for You Wholesale, en beneficio de Barbra Streisand en 1962.
Mientras trabajaba en la guardarropía en The Showplace, en Greenwich Village, Elliot solía cantar a veces, aunque no fue hasta su regreso al área de Washington para estudiar en la American University cuando empezó a labrarse una carrera como cantante. La música folk estaba en auge en América y Elliot conoció al músico y cantante Tim Rose y al cantante John Brown y juntos empezaron a actuar como "The Triumvirate" (El Triunvirato). En 1963 James Hendricks sustituyó a Brown y el trío fue rebautizado como "The Big Three" (Los Tres Grandes). La primera grabación de Elliot fue Winkin', Blinkin y Nod, con "The Big Three", lanzada por FM Records en 1963.
Cuando Tim Rose dejó "The Big Three" en 1964, Elliot y Hendricks se unieron a los canadienses Zal Yanovsky y Denny Doherty para formar el grupo "The Mugwumps". Este grupo duró ocho meses, tras los cuales Cass actuó como solista por un tiempo. Yanovsky se juntó con John Sebastian para cofundar "The Lovin' Spoonful", mientras Doherty se unió al grupo "The New Journeymen" con John Phillips y su mujer, Michelle. Finalmente, en 1965, Doherty convenció a Philips de que Cass tenía que unirse al grupo. Así lo hizo mientras estaban de vacaciones en las Islas Vírgenes.
Una leyenda urbana sobre Elliot es que su rango vocal mejoró en tres notas después de ser golpeada en la cabeza por un tubo de cobre poco antes de unirse al grupo. Elliot confirmó dicha historia en una entrevista para la revista Rolling Stone en 1968. Sin embargo, según gente que la conocía bien, esta historia no era cierta y Elliot siempre tuvo una increíble voz. Sus amigos decían que la habladuría sobre el tubo de cobre era usada de una forma políticamente correcta para justificar el hecho de que John hubiera tardado tanto en hacerla entrar en el grupo, ya que la razón real era que John la consideraba demasiado gorda.

## The Mamas and the Papas

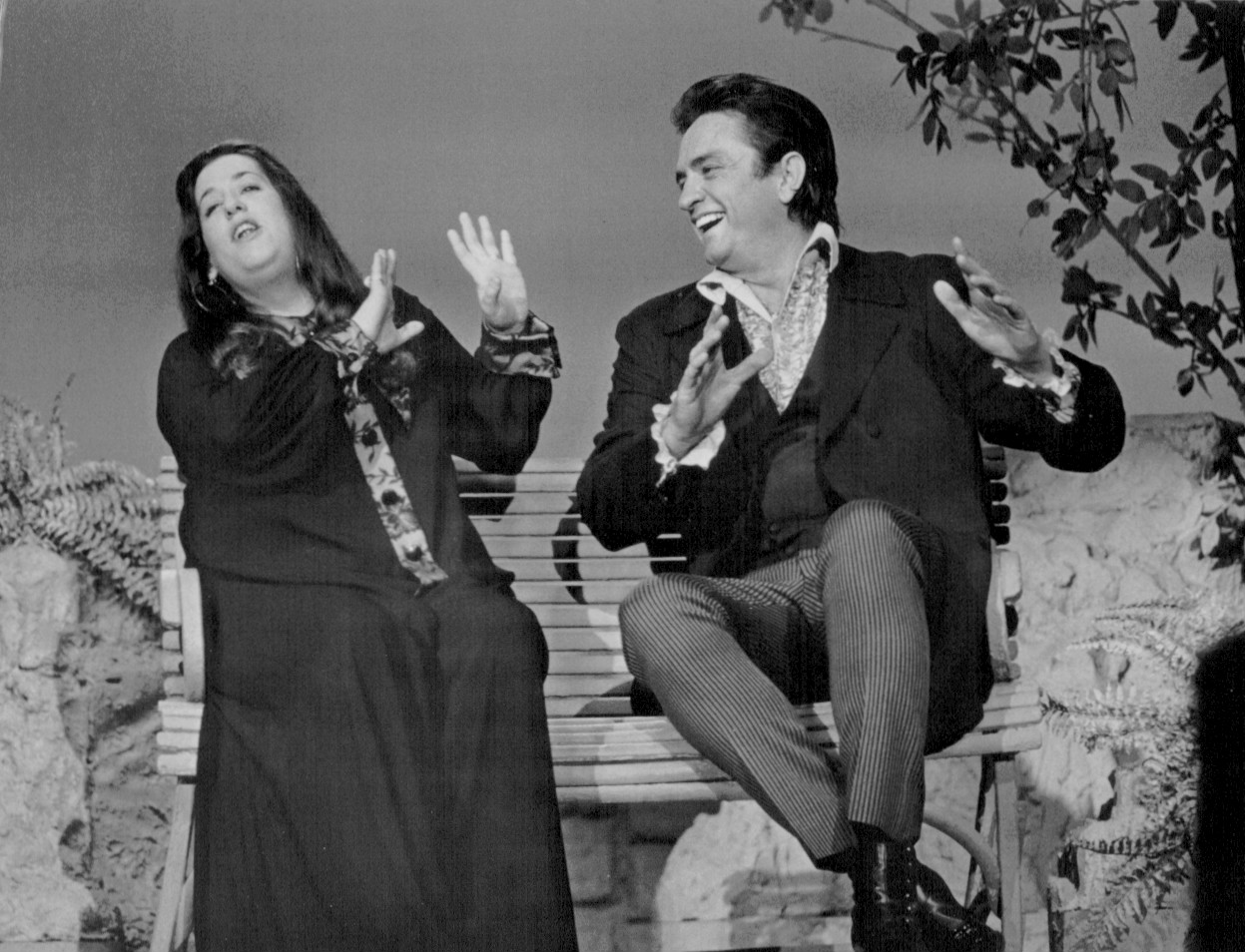
Cass Elliot y Johnny Cash en 1969

En el momento en que Cass se unió a "The new Journeymen", el grupo necesitaba un cambio de nombre. Según Doherty, Elliot tuvo la inspiración a la hora de elegir el nombre del grupo.
Doherty dice en su web:
Estábamos todos haciendo el vago y mirando la televisión mientras elegíamos un nombre para el grupo. "The new journeymen" no encajaba como nombre. John presionó para que el grupo se llamara "The Magic Cyrcle". No nos gustaba, pero a nadie se le ocurría algo mejor. De pronto aparecieron los ángeles del infierno en la tele y lo primero que dijeron fue: "Espérate, Hoss. Algunos dicen que nuestras mujeres son fáciles, pero nosotros las tratamos como a nuestras madres ("mamas"). Cass saltó: "¡Sí, yo quiero ser una mama!". Y Michelle respondió: "¡Sí, somos las Mamas, somos las Mamas!". Miré a John, él me miró y me dijo: "¿The Papas? Problema solucionado. ¡Un brindis por The Mamas and the Papas!" En realidad, y tras varios brindis más, Cass y John estaban bastante borrachos.
Doherty dijo en aquella ocasión que ello marcó el comienzo de su relación con Michelle. Elliot estaba enamorada de Doherty y se disgustó cuando se enteró de que estaban juntos. Doherty dijo que una vez Elliot se le declaró, pero él estaba tan colocado entonces que no pudo ni responder.
Elliot, famosa por su sentido del humor y su optimismo, estaba considerada por algunos como el miembro más carismático de la banda; su voz inconfundible fue una gran contribución a su triunfo. Es recordada por ella en las clásicas canciones California Dreaming, Monday, Monday y Words of Love, y particularmente por Dream a Little Dream of Me, canción que el grupo grabó en 1968 tras enterarse de la muerte de Fabian Andre, uno de los hombres que coescribió la canción y que Michelle Phillips había conocido años atrás. La versión de Elliot es conocida por ser una balada, mientras que casi todas las grabaciones de Dream a Little Dream of Me (incluyendo una de Nat King Cole) eran canciones rápidas. Esta canción había sido escrita en realidad en 1931 a propósito para las discotecas de entonces.
Continuaron grabando para cumplir sus obligaciones contractuales con la discográfica hasta que su último álbum fue lanzado en 1971. Según las versiones más polémicas, el abuso de las drogas, los celos, el alcoholismo y los problemas de peso de Cass Elliot fueron los desencadenantes de la posterior ruptura del grupo. Por otro lado, la cantante deseaba independizarse de sus compañeros para iniciar una brillante (aunque breve) carrera en solitario.

## Carrera en solitario

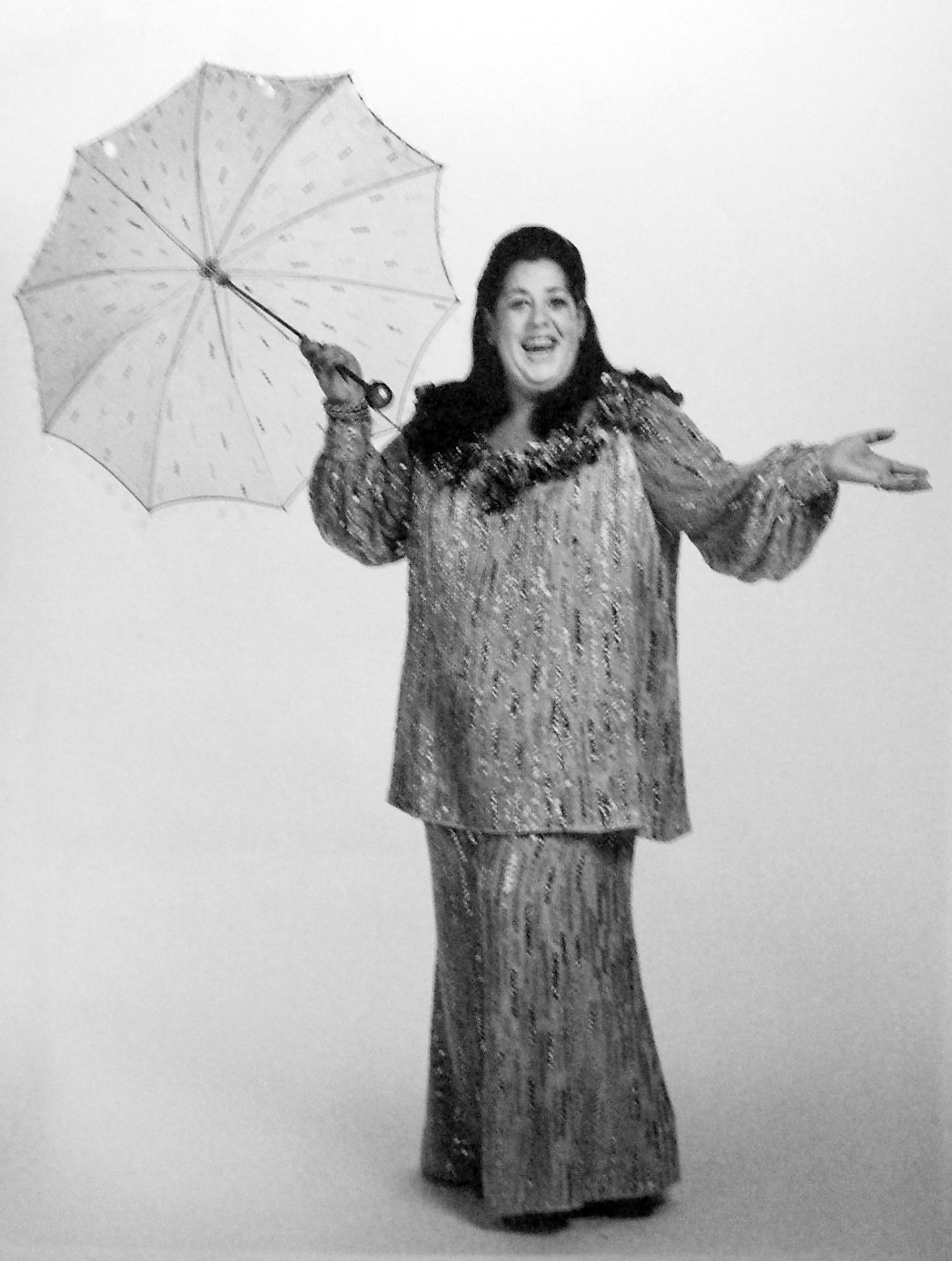
Escena de un especial de televisión en 1973

Tras la separación de The Mamas and the Papas, Elliot tuvo una exitosa carrera como solista. Su mayor éxito durante este periodo fue Dream a Little Dream of Me, que titula el álbum del mismo nombre, pese a que la canción estaba pensada para The Mamas and the Papas. Actuó brevemente en Las Vegas por la inusual y lucrativa cifra de 40.000 Dólares por semana, aunque las críticas no fueron muy buenas.
Solía aparecer con regularidad en programas de televisión en los años 70, incluyendo "The Julie Andrews Hour", "Hollywood Squares" y otros. Copresentó, junto a Johnny Carson, "The Tonight show" y apareció en ese mismo programa trece veces más. Tuvo una aparición en la comedia musical-western de 1973 Saga of Sonora. También cantó un villancico para la cadena de comida rápida "Hardee's".
Durante la década de 1970, Elliot también tuvo una carrera como actriz. Desempeñó un papel en la película de 1970 Pufnstuf y otros papeles menores en más películas, como Las nuevas películas de Scooby Doo, American Style, The red skeleton show y otras.
En total publicó cinco álbumes de estudio, una recopilación de éxitos, un concierto y nueve sencillos. En 1971 hizo además un dúo con el reconocido cantante y guitarrista inglés de folk rock Dave Mason para lanzar el disco Dave Mason & Cass Elliot, que tuvo una aceptación moderada.
En sus dos producciones finales la cantante exploró nuevos sonidos y estilos musicales en mayor medida que lo que había hecho en sus anteriores trabajos. En un intento por romper con su pasado, su cuarto y quinto discos de estudio,  titulados Cass Elliot y The Road Is No Place For A Lady (1972) respectivamente, fueron firmados con el nombre de Cass Elliot como tal y no como "Mama Cass", como era habitual hasta entonces.
Su último material discográfico disponible fue un álbum en vivo que recopila una serie de presentaciones grabadas en el club nocturno Mister Kelly's de Chicago. Llevó el sugestivo nombre de  Don't Call Me Mama Anymore ("No me llames más Mama"), que vio la luz en 1973.

## Familia y últimos días
Elliot se casó dos veces. El primer matrimonio fue con su compañero de banda en 1963. Fue un montaje puramente platónico para ayudarlo a evitar ser reclutado durante la guerra de Vietnam. El matrimonio nunca se consumó, según acreditaron los informes, y fue anulado en 1968. En 1971 Elliot se casó con el periodista alemán barón Donald von Wiedenman, que era el heredero de una baronía de Baviera. Este matrimonio también terminó en divorcio tras unos meses.
Elliot dio a luz a su única hija, Vanessa Owen Elliot, el 26 de abril de 1967. Durante su vida, nunca identificó públicamente al progenitor, pero muchos años más tarde Michelle Phillips ayudó a Owen a localizar a su padre biológico. Owen creció hasta convertirse también en una cantante y estuvo de gira con el ex Beach Boys Al Jardine.
En el apogeo de su carrera en solitario en 1974, Cass Elliot realizó dos semanas de conciertos con entradas agotadas en el London Palladium del Reino Unido. Llamó por teléfono a Michelle Phillips tras acabar el concierto el 28 de julio, totalmente eufórica, y le comentó que había recibido grandes ovaciones cada noche. La cantante se retiró a descansar más tarde y unas cuantas horas después murió mientras dormía, a la prematura edad de 32 años. Fuentes forenses declararon que su muerte se debió a un fulminante ataque al corazón.
La artista murió en el piso número 12 del 9 de Curzon Square, en el exclusivo barrio de Mayfair (Londres), en un apartamento que le fue cedido por su amigo, el cantante y compositor Harry Nilsson.
Elliot fue sepultada en el Mount Sinai Memorial Park Cemetery de Los Ángeles. Tras su muerte, la hermana menor de Elliott, Leah Kunkel, recibió la custodia de la hija de Cass, Owen, de tan sólo siete años de edad. Kunkel también es cantante y formó parte en 1984 del grupo Coyote Sisters en el sencillo  Straight From The Heart (Into Your Life). Kunkel fue entrevistada por VH1 en 1997 y habló de su famosa hermana en el episodio "The Mamas & The Papas" de la serie documental Behind The Music.

## Muerte
A pesar de que la causa de muerte oficial se atribuyó a un fulminante ataque al corazón, un repetido mito urbano indicaba que Elliot murió de asfixia por un bocadillo de un sándwich de jamón. La historia comenzó tras el descubrimiento de su cuerpo y se basaba en una especulación inicial de los medios de comunicación. La policía había dicho a la prensa que encontraron un sándwich medio comido en su habitación y que podría haber sido el culpable de su deceso, pese a que la autopsia aún no se había realizado.
No obstante los exámenes post mortem concluyeron que Elliot había muerto de hecho por un ataque al corazón, y no se encontró resto alguno de comida en su tráquea. Pero la historia de que se había atragantado ha persistido en años posteriores a su muerte. Por otra parte, los médicos tampoco encontraron rastros de la presencia de algún fármaco que propiciara esa crisis cardíaca.
A pesar de que no se le conocían mayores problemas de salud o algún consumo de drogas en los días previos al incidente, hay varias razones que se unieron para que la cantante muriera tan joven, entre ellos el estrés provocado por su agitado ritmo de vida, una alimentación inadecuada y sobre todo, su excesiva obesidad.
Elliot pesaba 100 kg (220 libras) en el momento de su muerte y tenía una estatura de alrededor de 1,65 m. Ese peso se considera como indicador de Obesidad Tipo II  para una mujer de esa altura.
Aunque algunas fuentes afirmaron que su muerte fue debido a un infarto de miocardio o a una insuficiencia cardiaca, su certificado de defunción oficial atribuyó el hecho a una "degeneración grasa del miocardio debido a la obesidad", una forma de esteatosis.

## Homenajes y referencias en la cultura popular
La canción "Mama, I Remember You Now" de la artista sueca Marit Bergman es un homenaje a Elliot. Ella fue objeto de una producción teatral de 2004 en Dublín. Las canciones de Mama Cass, con Kristin Kapelli realizando la voz principal. El álbum de Crosby, Stills & Nash,  Greatest Hits, fue lanzado en 2005, y se dedicó a Cass Elliot. 
Anthony Kiedis de Red Hot Chili Peppers citaba The Mamas & the Papas y a Elliot, especialmente como una influencia, en una entrevista para la revista Rolling Stone. Él dijo: "Ha habido momentos en los que he estado muy abajo y desubicado en mi vida, y el sonido de su voz tiene una especie de sentido que me ha dado una razón para querer seguir adelante". Boy George y k.d. lang también la citaron como una influencia. George la describió como "la más grande cantante mujer blanca que jamás ha existido". Beth Ditto, la cantante de la banda Gossip, ha llamado a Elliot como una inspiración tanto en la música y la moda, diciendo: "Yo realmente quería sonar como a Mama Cass creciendo”.
Desde su muerte, Elliot y las circunstancias que la rodearon han sido el blanco de numerosos chistes en las rutinas de comedia, películas y canciones; de la mano de artistas como Frank Zappa, Adam Sandler, Denis Leary, Mike Myers (en su primera película de Austin Powers), Jack Black, "Weird Al" Yankovic, Robin Williams, en la película Hackers, las bandas australianas TISM y Foetus y otros.
En 1999, el Salón de la Fama del Rock and Roll incluyó a Cass Elliot y a sus compañeros de banda de The Mamas and The Papas. En ausencia de la cantante, su hija Owen la representó y aceptó su premio póstumo. Para esa fecha, era la única miembro fallecida, a la que le siguieron posteriormente John Phillips (2001) y luego Denny Doherty (2007).
Cuatro años más tarde de la muerte de Cass, el baterista Keith Moon de The Who moriría en el mismo lugar y en circunstancias bastante similares. No sólo sucedió en el mismo lugar, piso 12 del 9 Curzon Place, sino que también en la misma cama y a la misma edad.

## Discografía en solitario

### Álbumes de estudio
- 1968: Dream a Little Dream  - US #87
- 1969: Bubblegum, Lemonade, and... Something for Mama - US #91
- 1969: Make Your Own Kind of Music  - US #169 (es una nueva edición de  Bubblegum, Lemonade... con otros sencillos exitosos incluidos)
- 1971: Dave Mason & Cass Elliot- US #49
- 1972: Cass Elliot
- 1972: The Road Is No Place for a Lady

### Recopilaciones
- 1971: Mama's Big Ones (grandes éxitos en solitario) - US #194

### Conciertos
- 1973: Don't Call Me Mama Anymore

### Sencillos
- 1968: "Dream a Little Dream of Me" (Mama Cass with the Mamas & the Papas) - US #12 Pop/#2 AC, UK #11
- 1968: "California Earthquake" - US #67
- 1969: "Move in a Little Closer, Baby" - US #58 Pop/#32 AC
- 1969: "It's Getting Better" - US #30 Pop/#13 AC, UK #8
- 1969: "Make Your Own Kind of Music" - US #36 Pop/#6 AC
- 1970: "New World Coming" - US #42 Pop/#4 AC
- 1970: "A Song That Never Comes" - US #99 Pop/#25 AC
- 1970: "The Good Times Are Coming" - US #104 Pop/#19 AC
- 1970: "Don't Let the Good Life Pass You By" - US #110 Pop/#34 AC